# Mentuhotep III.
Mentuhotep III. war der sechste altägyptische König (Pharao) der 11. Dynastie (Mittleres Reich) und regierte zunächst von 2013 bis 2010 v. Chr. als Mitregent seines Vaters, ehe er von 2010 bis 2001 v. Chr. alleine seine Herrschaft fortsetzte. Im Königspapyrus Turin sind zwölf Regierungsjahre belegt.

## Herkunft
Mentuhotep III. war der Sohn seines Vorgängers Mentuhotep II. und dessen Gemahlin Tem. Eine Gemahlin Mentuhoteps III. kann bisher nicht mit Sicherheit identifiziert werden.

## Belege
Er ist in erster Linie von seinen zahlreichen Tempeln in Oberägypten bekannt, von denen meist nur einzelne Reliefs erhalten sind. Er erscheint auch in der Königsliste von Sakkara und in den beiden Listen in Abydos, der Königsliste Sethos I. und der Königsliste Ramses II. Er wird jedoch nicht in der Königsliste von Karnak geführt.
Im Jahre 1904 entdeckte man auf einem Berg in Theben-West die Reste eines Tempels, der dem Gott Horus geweiht war und in die Zeit von Mentuhotep III. datiert. Er misst 21 m × 24 m und enthielt drei Kapellen. Die dem Tempel vorgelagerten Pylonreste sind die ältesten nachweisbaren Pylone Ägyptens.
Der Wesir des Herrschers war wohl Dagi, dessen Karriere schon unter Mentuhotep II. begann. Schatzmeister war weiterhin Meketre und (Ober)vermögensverwalter war Henenu, der eine Expedition nach Punt für den Herrscher leitete.